# Pange lingua
Pange lingua. Són els primers mots llatins d'un himne gregorià medieval cantat a la litúrgia cristiana en commemoració la institució de l'eucaristia. Aquest himne fou creat per Tomàs d'Aquino per a la festivitat del Corpus Christi, molt arrelada en la tradició popular amb manifestacions diverses. El qual continua sent present en la litúrgia catòlica. Ha motivat a diversos compositors de diferents èpoques a fer-ne versions polifòniques.

## El precedent de Venanci Fortunat

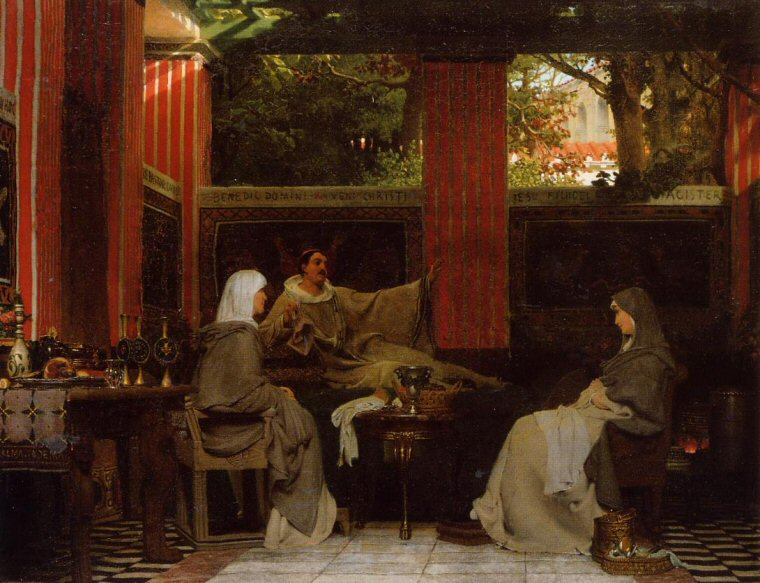
Venanci Fortunat llegint els seus poemes a Radegunda, pintura de Lawrence Alma-Tadema (1862)

Des del segle VI existeix un himne “Pange lingua” atribuit a Venanci Fortunat poeta i bisbe de Poitiers nascut a Itàlia.
Aquest és el seu text llatí:
Pange lingua gloriosi prœlium certaminis / Et super crucis tropæo dic triumphum nobilem, / Qualiter Redemptor orbis immolatus vicerit.
Traducció catalana:
Canta, llengua la victòria del combat, / i dedica un himne triomfal al trofeu de la Creu; / perquè el Redemptor del món es feia victoriós amb la seva immolació.
Aquest himne forma part de la veneració de la creu a les celebracions litúrgiques del Divendres Sant.

## L'himne de Tomàs d'Aquino i el seu context
L'himne Pange lingua gloriosi més conegut és el poema de Tomàs d'Aquino i és una de les fites del cant gregorià per la seva bellesa formal i el seu contingut teològic.

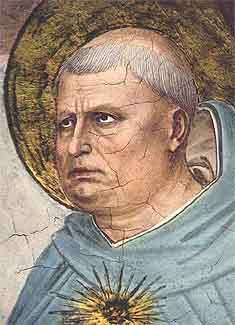
Tomàs d'Aquino en una pintura de Fra Angelico

Sorgeix en el context de les polèmiques teològiques medievals entorn de la doctrina de la transsubstanciació. La qual sosté que en el moment de la consagració de la missa el pa i el vi es converteixen en el cos i la sang de Crist, enfront d'una certa teologia, que especialment durant el segle XI, sostenia que l'eucaristia tenia un caràcter simbòlic. El 1215 el Concili IV de Laterà establiria com a oficial de la doctrina de la transsubstanciació. Tomàs d'Aquino la defensà a partir de la teoria aristotèlica de la substància i els accidents. Doctrina i posicionament que es recull en aquest himne.
Per afermar aquesta doctrina el papa Urbà IV instaurà la festa del Corpus Christi tot encarregant els seus textos litúrgics a Tomàs d'Aquino. A partir del segle XIV aquesta festa prengué rellevància a la cristianitat juntament amb el costum de fer una processó on s'ostenta el Corpus Chisti present en l'eucaristia portat solemnement en una custòdia. La diada de Corpus, continua ben viva a ciutats com ara Tarragona, Solsona, Xàtiva o València entre d'altes.
Pange lingua gloriosi és una bella i notable mostra del cantus planus o cantus firmus, també anomenat cant gregorià. És un destacat exponent de la senzillesa d'aquesta música pentatònica basada en una sola línia melòdica. Consta de sis estrofes, cascuna amb sis versos octosíl·labs. La música es repeteix en cada estrofa sense variants i sols canvia el text. La composició lloa l'eucaristia i el misteri de la transsubstanciació en què el pa i el vi es converteixen en el cos i la sang de Crist. Com es canta a l'himne: "et si sensus deficit, ad firmandum cor sincerum sola fides sufficit" (i si el sentit no ho ha copsat, amb la fe és suficient per enfortir el cor lleial). Tot proclamant el nou ritu com a símbol de Nou Testament enfront de l'Antic.
El Pange lingua és cantat en la processó eucarística que el Dijous Sant, que en acabar la missa, trallada l'eucaristia a un sagrari d'un lloc reservat per a la veneració dels fidels, ja que no hi haurà cap missa fins Pasqua. Però és especialment l'himne processional de la diada del Corpus Christi que a casa nostra es cantava al mode hispànic. Les dues versions, hispànica i romana, són aplegades per Miquel Altisent al seu cantoral litúrgic.
També les darreres dues estofes de l'himne, iniciades amb les paraules Tantum ergo sacramentum, són cantades en les cerimònies d'adoració en l'exposició de l'eucaristia feta amb la custòdia.

## El text[9]
| Text llatí Pange, lingua, gloriosi Corporis mysterium, Sanguinisque pretiosi Quem in mundi pretium Fructus ventris generosi Rex effudit gentium. Nobis datus, nobis natus Ex intacta Virgine, Et in mundo conversatus, Sparso verbi semine, Sui moras incolatus Miro clausit ordine. In supremae nocte cenae Recumbens cum fratribus, Observata lege plene Cibis in legalibus, Cibum turbae duodenae Se dat suis manibus. Verbum caro, panem verum Verbo carnem efficit; Fitque sanguis Christi merum: Et si sensus deficit, Ad firmandum cor sincerum Sola fides sufficit. Tantum ergo sacramentum Veneremur cernui; Et antiquum documentum Novo cedat ritui; Praestet fides supplementum Sensuum defectui. Genitori Genitoque Laus et iubilatio, Salus, honor, virtus quoque Sit et benedictio: Procedenti ab utroque Compar sit laudatio. Amen. | Traducció catalana Canta, o llengua, el misteri del cos gloriós i de la sang preciosa que el Rei de les nacions, fruit d'un ventre generós, ha vessat en redempció del món. Se'ns donà, nat per nosaltres, de la Verge pura va viure en el món i, després de sembra-hi la seva paraula, hi acabà la seva estada amb una meravellosa institució. A la nit de l'última cena, estant a taula amb el germans, després de fer plena observança de la llei amb l'àpat prescrit, ell es dona per les seves mans als dotze com aliment. El Verb encarnat, per la seva paraula, fa carn del que és veritable pa, i el vi esdevé sang de Crist, si els sentits no ho comprenen, n'hi ha prou en la fe per afermar el cor lleial. Venerem, doncs, postrats, aquest gran sagrament, i el que en fou imatge antiga, deixi lloc al ritu nou; Supleixi la fe el que no poden percebre els sentits. Donem aclamació i lloança, honor, poder i benedicció al Pare i al Fill, i adorem igualment al qui procedeix d'ambdós. Amen. |

### Àudio
A part de les interpretacions del Pange lingua que es poden trobar a diferents plataformes, és possible escoltar-lo a aquest àudio:

Himne Pange lingua gloriosi (Mode III) interpretat per Gareth Hughes.

## Composicions polifòniques
La seva popularitat i l'expansió de la devoció eucarística portà a la composició d'obres musicals polifòniques d'aquest himne en una societat on les processons de Corpus eren tot un gran esdeveniment religiós i social. Així a partir del segle XV comptem en versions polifòniques del Pange lingua o de les estrofes iniciades amb Tamtum ergo. És pot resseguir l'evolució de la història de la música occidental en les molt diverses composicions sobre l'himne de Tomàs d'Aquino. Entre moltes altres des del renaixentista Pange lingua «more hispano» de Tomás Luis de Victoria (c.1548-1611), la música barroca per a la festa i processó del Corpus del mataroní Joan Pau Pujol (1570-1626), l'aportació des del classicisme com el Pange lingua de Pál Esterházy, o les composicions del segle XIX com el Pange lingua d'Anton Bruckner (1824-1896). i del segle XX com ara el Tantum ergo de Deodat de Séverac (1872-1921) ciutadà de Ceret.